# Cầu Yeongdong
Cầu Yeongdong (tiếng Hàn Quốc: 영동대교) là cây cầu bắt qua Sông Hán ở Seoul, Hàn Quốc. Cây cầu nối hai quận Gwangjin và Seongdong đến Gangnam bao gồm Cheongdam-dong và COEX Mall. Nó được mở cửa vào 8 tháng 11 năm 1973.
Cây cầu không nên nhầm lẫn với vùng Yeongdong hoặc huyện Yeongdong, hoặc cao tốc Yeongdong